# Gary Lightbody
Gary Lightbody (Bangor, 15 juni 1976) is een Noord-Ierse muzikant en songwriter. Hij is de vocalist, schrijver, en gitarist van de alternatieve rockband Snow Patrol.

## Biografie
Op vijftienjarige leeftijd begon Lightbody met het schrijven van liedjes. Als tiener luisterde hij naar muziek van onder andere Super Furry Animals, Quincy Jones, Kool & the Gang en Michael Jackson. In zijn jeugd droomde hij "de grootste rockster te worden op aarde" zoals Bono, maar hij was "niet cool genoeg". Hij studeerde Engelse taal aan de Universiteit van Dundee en is daar afgestudeerd. Hij is fan van de X-Men, vooral Wolverine. Hij heeft veel strips gekocht als kind en heeft er een aantal nooit geopend, in de hoop dat ze op een dag zeldzaam zijn en hij ze kan verkopen.

### Snow Patrol
Lightbody startte met Mark McClelland en drummer Michael Morrison in 1994 een band genaamd Shrug. Morrison stapt een paar jaar later uit de band en de band wordt hernoemd naar Polarbear en vervolgens naar Snow Patrol. Onder deze naam worden de albums Songs for Polarbears en When It's All Over We Still Have to Clear Up uitgebracht, die commercieel niet goed werden ontvangen. De band verwisselde van label en samen met producer Jacknife Lee wordt Final Straw in 2003 uitgebracht, waardoor de band doorbrak. Eyes Open en A Hundred Million Suns volgen. In november 2011 kwam hun zesde album Fallen Empires uit.

### The Reindeer Section
Na de frustraties ontstaan uit het falen van Snow Patrol na de eerste twee albums, richtte Lightbody met personen uit verschillende bands van hetzelfde label een supergroep op. Samen brachten ze twee albums uit, Y'All Get Scared Now, Ya Hear uit 2001 en Son of Evil Reindeer waarbij de single You Are My Joy van het laatste album het succesvolste was.

### Problemen
Lightbody heeft in het verleden gevochten met een alcoholverslaving. Op Disaster Button op het A Hundred Million Suns zingt Lightbody over een jongen in een dergelijke situatie en op Give Me Strength van het compilatiealbum Up to Now zingt hij over zijn vrienden die hem bijstonden in de voor hem zware perioden. Aan een avondje stappen hield Lightbody een kaakfractuur over, dat pas jaren later in 2010 aan het licht kwam.

### Tired Pony
Lightbody begon in 2009 een supergroep met Richard Colburn, Iain Archer, Jacknife Lee, Peter Buck, Scott McCaughey en Troy Stewart. Lightbody wilde graag een countryalbum maken, daarom heeft hij de hulp gevraagd van
Peter Buck van de band R.E.M. Het uiteindelijk door het genre beïnvloede eerste album The Place We Ran From werd uitgebracht op 12 juli 2010. De eerste single Dead American Writers kwam op 28 september uit.
- Bibliothèque nationale de France: cb16690216t (data)
- Gemeinsame Normdatei: 135460301
- International Standard Name Identifier: 0000 0001 3109 6349
- Library of Congress Control Number: no2012141669
- MusicBrainz: 4365b045-388b-42a5-91b5-b860dbcbf9f7
- Nationale bibliotheek van Australië: 57241283
- Nederlandse Thesaurus van Auteursnamen: 321639790
- Virtual International Authority File: 40592646
- WorldCat: E39PBJyWMF3G7HhWT6rKBRQTHC